# گلوری (آلبوم بریتنی اسپیرز)
گلوری (به انگلیسی: Glory) نهمین آلبوم استودیویی اثر خواننده آمریکایی بریتنی اسپیرز است که در ۲۶ اوت ۲۰۱۶ توسط آرسی‌ای رکوردز منتشر شد. اسپیرز پس از تمدید قراردادش با آرسی‌ای، در سال ۲۰۱۴ کار روی این آلبوم را آغاز کرد. به دلیل مشکلی، کار بر روی آلبوم را تا سال‌های ۲۰۱۵ و ۲۰۱۶ ادامه داد. به گفته اسپیرز این فرصت برای او فراهم شد تا یکی از آلبوم‌های مورد علاقه‌اش را ایجاد کند.
گلوری انتقادات مثبتی را از منتقدان موسیقی دریافت کرد و عملکرد آواز اسپیرز را در این آلبوم تمجید کردند و آن را یکی از بهترین آلبوم اسپیرز می‌نامیدند. این آلبوم همچنین توسط چندین نشریه در لیست بهترین آلبوم‌های پایان سال قرار گرفت. این آلبوم در بیلبورد ۲۰۰ ایالات متحده با فروش هفته اول ۱۱۱٬۰۰۰ واحد معادل ۸۸٬۰۰۰ نسخه خالص به رتبه سه رسید. این آلبوم در صدر جدول فروش در جمهوری چک، تایوان، ایرلند و ایتالیا قرار گرفت و همچنین در میان ده کشور به رتبه بالا دست یافت.
«مرا بساز…» به عنوان تک‌آهنگ اصلی این آلبوم در ۱۵ ژوئیه ۲۰۱۶ منتشر شد. این تک آهنگ در شماره ۱۷ در ۱۰۰ آهنگ داغ بیلبورد آمریکا در صدر قرار گرفت. «مهمانی چرت زدن» به عنوان دومین و آخرین تک‌آهنگ منتشر شد و به شماره ۸۶ در ۱۰۰ آهنگ داغ بیلبورد رسید. این آلبوم با سه تک‌آهنگ تبلیغاتی «نمایش شخصی»، «بدترکیب» و «می‌خوای بری؟» تبلیغ شد که هفته‌ها قبل از آلبوم منتشر شده بودند. اسپیرز با حضور در تلویزیون و اجرای تلویزیونی، از جمله جوایز موزیک ویدئوی ام‌تی‌وی ۲۰۱۶، این آلبوم را تبلیغ کرد.

## ترکیب بندی
اسپیرز از ابتدای روند ضبط آلبوم اصرار داشت که می‌خواهد کاری متفاوت با پروژه‌های قبلی انجام دهد. در طی یک پرسش و پاسخ در تامبلر با طرفداران در ژوئیه سال ۲۰۱۶، هنگامی که از سبک آلبوم سؤال شد، اسپیرز پاسخ داد: «من فقط این را می‌گویم… ما واقعاً چیزهای جدیدی را کشف کردیم.» در ۵ اوت، او در مصاحبه تلفنی در رادیو دربارهٔ بخش آن ایر با راین سیکرت فاش کرد که این آلبوم «زمان زیادی را صرف کرد، اما فکر می‌کنم ما آن را به جایی رساندم که من واقعاً از آنچه که داشتم خوشحال شدم؛ این واقعاً متفاوت است [...] مانند دو یا سه آهنگ وجود دارد که در جهت شهری بیشتر قرار می‌گیرند که من می‌خواهم مدتها پیش می‌کردم، و من واقعاً چنین کاری نکرده‌ام.»
گلوری ترکیبی از پاپ، آراندبی و دنس پاپ که موسیقی رقص الکترونیک و هیپ هاپ با آن آمیخته شده‌است.

## عنوان و آثار هنری آلبوم
در ۳ اوت ۲۰۱۶، اسپیرز از عنوان، تاریخ انتشار و پوشش آلبوم پرده برداشت که توسط رندی اس‌تی گرفته شده‌است. همچنین اسپیرز با انتشار پیامی در توئیتر خود در حین خبر انتشار این آلبوم جدید گفت «این آغاز یک عصر جدید» خواهد بود. اسپیرز در مصاحبه با Most Requested Live فاش کرد که پسرش عنوان این آلبوم را انتخاب کرده‌است. در مه سال ۲۰۲۰، به دنبال یک برنامه طرفداران برای حمایت از این آلبوم، یک پوشش جایگزین از اسپیرز با لباس طلایی در وسط کویر برای نسخه استاندارد آلبوم منتشر شد.

## تک‌آهنگ‌ها
«مرا بساز…» به عنوان آهنگ اصلی این آلبوم در ۱۵ ژوئیه ۲۰۱۶ منتشر شد. این آهنگ به عنوان یک ترانه زیبا و اراندبی توصیف شده‌است و شامل همکاری با خواننده رپ آمریکایی جی-ایزی است. یک ویدیو موسیقی در ۵ اوت ۲۰۱۶ در ویوو منتشر شد. این تک آهنگ در شماره ۱۷ در ۱۰۰ آهنگ داغ بیلبورد به اوج خود رسید.
نسخه جدیدی از «مهمانی چرت زدن» با همکاری تیناشی در ۱۸ نوامبر ۲۰۱۶ به عنوان دومین تک آهنگ منتشر شد. و نماهنگ این ترانه در همان روز منتشر شد. این تک آهنگ در شماره ۸۶ در ۱۰۰ آهنگ داغ بیلبورد رسید و همچنین سی و پنجمین ورودی اسپیرز در این جدول است.
«نمایش شخصی» به عنوان اولین ترانه تبلیغاتی در تاریخ ۴ اوت ۲۰۱۶ منتشر شد و برای محصولاتش منتشر شد. این ترانه توسط بریتنی اسپیرز، کارلا ویلیامز، تراماین وینفری و سیمون اسمیت سروده شده‌است. «بدترکیب» به عنوان دومین ترانه تبلیغاتی در ۱۱ اوت ۲۰۱۶ منتشر شد. سومین و آخرین ترانه تبلیغاتی «می‌خوای بری؟» در ۱۸ اوت ۲۰۱۶ منتشر شد.

## عملکرد تجاری

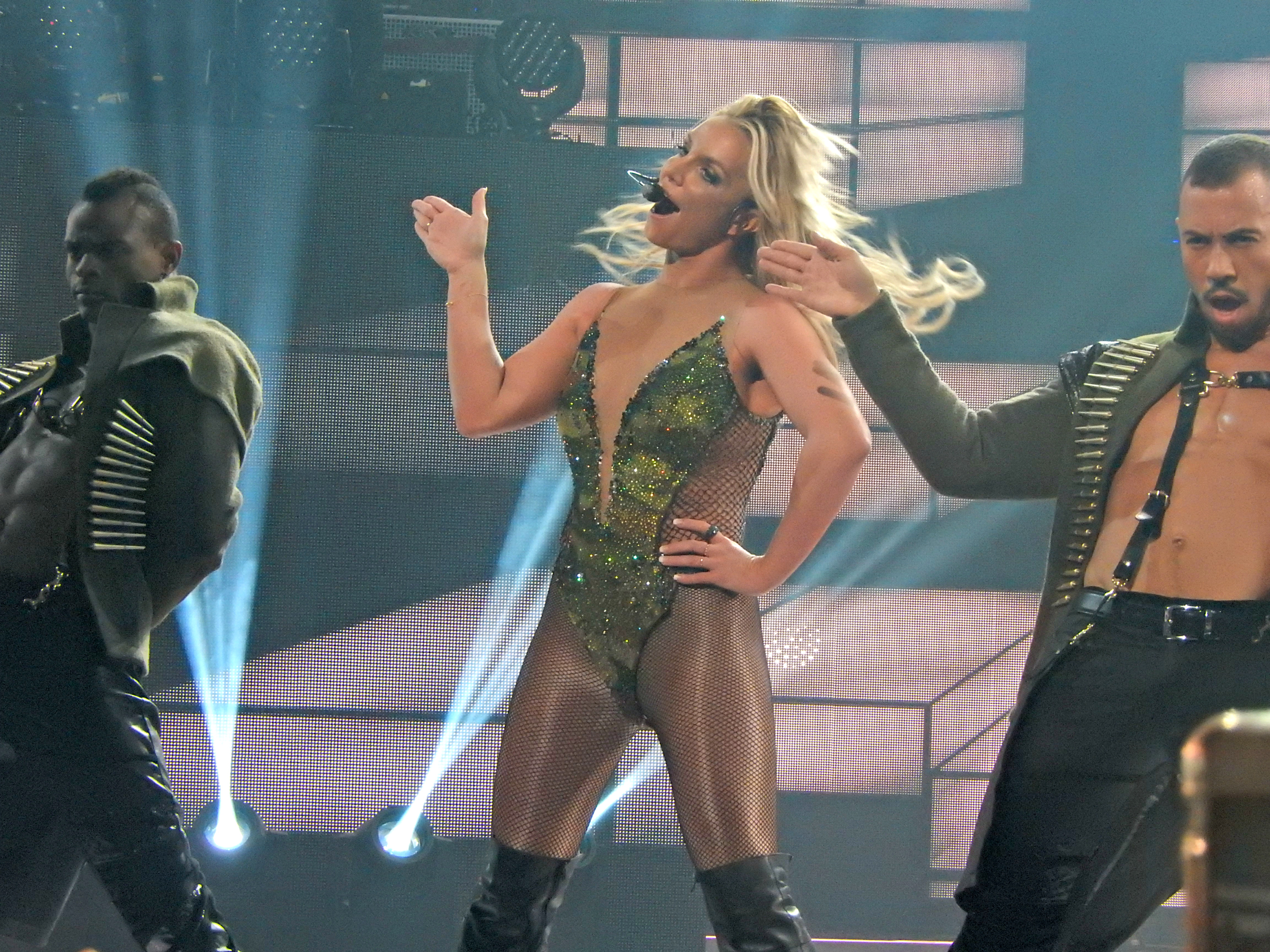
اسپیرز در حال اجرا در جشنواره آی‌تیونز، لندن

گلوری در بیلبورد ۲۰۰ ایالات متحده با شماره سه آغاز شد و در هفته اول خود ۱۱۱٬۰۰۰ واحد معادل ۸۸٬۰۰۰ فروش خالص درآمد داشت. در انگلستان و ایرلند، گلوری به ترتیب در شماره دو و شماره یک شروع به کار کرد و از زمان خاموشی (۲۰۰۷) به بالاترین آلبوم چارتری او در آن دو کشور تبدیل شد. در آلمان، این آلبوم در شماره سه آغاز به کار کرد و از ۱۳ سال بعد از انتشار نسخه داخل محدوده (۲۰۰۳) به بالاترین آلبوم چارتری وی در آنجا تبدیل شد. در ایتالیا، این آلبوم به شماره یک رسید و اولین آلبوم اسپیرز شد که به صدر جدول آلبوم‌های ایتالیایی رسید. در ژاپن، این آلبوم در نمودار داغ بیلبورد به رتبه ۱۹ رسید. در کره جنوبی، این آلبوم با شماره ۲۶ در نمودار آلبوم گائون و در شماره سه در نسخه بین‌المللی همان نمودار ظاهر شد. پس از تور اسپیرز در کره، این آلبوم در نمودار بین‌المللی گائون دوباره به صدر جدول رسید، و بالاتر از اولین موقعیت خود رسید. این آلبوم همچنین در میان ده نمودار برتر در ۲۴ کشور مختلف بین‌المللی قرار گرفت.
در سال ۲۰۲۰، نسخه ای با پوشش جدید از این آلبوم منتشر شد و در نمودار آی‌تیونز ۱۰ کشور به رتبه اول رسید.

## فهرست ترانه‌ها
| شماره      | نام                 | نویسنده(ها)      | مدت   |
| ---------- | ------------------- | ---------------- | ----- |
| ۱.         | «دعوت نامه»         | بریتنی اسپیرز    | ۳:۲۰  |
| ۲.         | «می‌خوای بری؟»       | Mattman & Robin  | ۳:۲۳  |
| ۳.         | «مرا بساز…»         | اسپیرز           | ۳:۵۱  |
| ۴.         | «نمایش شخصی»        | اسپیرز           | ۳:۵۵  |
| ۵.         | «مرد روی ماه»       | Jason Evigan     | ۳:۴۷  |
| ۶.         | «فقط عاشقم باش»     | Robopop          | ۴:۰۱  |
| ۷.         | «بدترکیب»           | Talay Riley      | ۳:۰۳  |
| ۸.         | «مهمانی چرت زدن»    | Larsson          | ۳:۳۴  |
| ۹.         | «فقط دوستم بدار»    | اسپیرز           | ۲:۴۵  |
| ۱۰.        | «عاشقم باش»         | Andrew Goldstein | ۳:۱۹  |
| ۱۱.        | «فراموش کردنت سخته» | Oscar Görres     | ۳:۳۰  |
| ۱۲.        | «آنچه نیاز داری»    | اسپیرز           | ۳:۰۸  |
| ۱۳.        | «حلقه جادویی»       | Dijon McFarlane  | ۳:۴۸  |
| مجموع مدت: | مجموع مدت:          | مجموع مدت:       | ۴۵:۱۵ |

## جدول‌ها
| جدول (۲۰۱۶–۲۰۱۷)                       | اوج موقعیت |
| -------------------------------------- | ---------- |
| آلبوم‌های آرژانتینی ( CAPIF )           | ۵          |
| آلبوم‌های استرالیایی (ای‌آرآی‌ای)         | ۴          |
| آلبوم‌های اتریشی (آلبوم‌های او۳)         | ۶          |
| آلبوم‌های بلژیکی (اولتراتاپ فلاندرز)    | ۳          |
| آلبوم‌های بلژیکی (اولتراتاپ والونیا)    | ۴          |
| آلبوم‌های برزیلی ( ABPD )               | ۱          |
| آلبوم‌های کانادایی (بیلبورد)            | ۴          |
| آلبوم‌های چک (سی‌ان‌اس آی‌اف‌پی‌آی)          | ۱          |
| آلبوم‌های دانمارکی (هیت‌لیستن)           | ۳۵         |
| آلبوم‌های هلندی (جدول‌های هلند)          | ۸          |
| آلبوم‌های استونی (Eesti Ekspress)       | ۸          |
| آلبوم‌های فنلاندی (جدول رسمی فنلاند)    | ۸          |
| آلبوم‌های فرانسوی (SNEP)                | ۶          |
| آلبوم‌های آلمانی (۱۰۰ آلبوم برتر رسمی)  | ۳          |
| آلبوم‌های یونانی (IFPI)                 | ۴          |
| آلبوم‌های مجارستانی (ماهاز)             | ۱۰         |
| آلبوم‌های ایرلندی (ایرما)               | ۱          |
| آلبوم‌های ایتالیایی (فیمی)              | ۱          |
| آلبوم‌های ژاپنی (Oricon)                | ۶          |
| آلبوم‌های مکزیکی (AMPROFON)             | ۱          |
| آلبوم‌های نیوزیلندی (آرام‌ان‌زد)          | ۸          |
| آلبوم‌های نروژی (وی‌جی-لیستا)            | ۱۰         |
| آلبوم‌های لهستانی (زدپی‌ای‌وی)            | ۱۲         |
| آلبوم‌های پرتغالی (ای‌اف‌پی)              | ۳          |
| آلبوم‌های اسکاتلندی (شرکت جدول‌های رسمی) | ۴          |
| آلبوم‌های کره جنوبی (Gaon)              | ۶          |
| آلبوم‌های بین‌المللی کره جنوبی (Gaon)    | ۱          |
| آلبوم‌های اسپانیایی (پروموزیکای)        | ۲          |
| آلبوم‌های سوئدی (برترین‌های سوئد)        | ۱۲         |
| آلبوم‌های سوئیسی (جدول موسیقی سوئیس)    | ۴          |
| آلبوم‌های بریتانیا (شرکت جدول‌های رسمی)  | ۲          |
| بیلبورد ۲۰۰ ایالات متحده               | ۳          |

| جدول (۲۰۱۶)                         | موقعیت |
| ----------------------------------- | ------ |
| آلبوم‌های بلژیکی (Ultratop Wallonia) | ۱۴۲    |
| آلبوم‌هی مکزیکی (AMPROFON)           | ۸۷     |
| آلبوم‌های بین‌المللی کره جنوبی (Gaon) | ۸۸     |
| بیلبورد ۲۰۰ ایالات متحده            | ۱۷۲    |

## تاریخ انتشار
| منطقه     | تاریخ           | قالب‌ها                          | نسخه‌ها         | ناشران      | Ref.   |
| --------- | --------------- | ------------------------------- | -------------- | ----------- | ------ |
| مختلف     | ۲۶ اوت ۲۰۱۶     | سی‌دی دانلود دیجیتال ال‌پی استریم | استاندارد لوکس | آرسی‌ای      | [ ۵۵ ] |
| کره جنوبی | ۳۰ اوت ۲۰۱۶     | سی‌دی                            | استاندارد لوکس | سونی میوزیک | [ ۵۶ ] |
| ژاپن      | ۱۴ سپتامبر ۲۰۱۶ | سی‌دی                            | انحصاری        | سونی میوزیک | [ ۵۷ ] |
| مختلف     | ۱۶ نوامبر ۲۰۱۶  | دانلود دیجیتال استریم           | چاپ مجدد ۲۰۱۶  | آرسی‌ای      | [ ۵۸ ] |
| ژاپن      | ۳۱ مه ۲۰۱۷      | دابل سی‌دی                       | تور            | سونی موزیک  | [ ۵۹ ] |
| چین       | ۱۸ ژوئن ۲۰۱۷    | دابل سی‌دی                       | تور            | سونی موزیک  | [ ۶۰ ] |
| مختلف     | ۲۹ مه ۲۰۲۰      | دانلود دیجیتال استریم           | چاپ مجدد ۲۰۲۰  | آرسی‌ای      | [ ۶۱ ] |